# Етнічні цінності
Етнічні цінності - це сукупність життєвих установок, орієнтирів, моральних ідеалів, культурних традицій, які самі члени етносу вважають найбільш характерними й важливими для свого народу й, в остаточному підсумку, для призначення людини взагалі. 
У силу тих або інших обставин історичної долі етносів деякі ціннісні орієнтації, установки, традиції неначе «затушовуються», відходять на задній план, а інші, навпаки, стають особливо важливими в долі народу: набувають значення своєрідної візитівки, що характеризує його культурну своєрідність. До подібних етнічних цінностей відносять деякі риси національного характеру, звичаї й особливості етикету, елементи повсякденного світогляду, риси народної культури, міфології, національні модифікації релігії тощо. Як правило, ці цінності зароджуються ще на перших етапах етнічної історії. З появою націй і національних держав додаються й інші цінності, пов'язані із символікою державності, із системою влади, права й політики, з фактами історичної пам'яті тощо. Якщо перший тип цінностей засвоюється, в основному, у середовищі безпосереднього оточення, тобто у сім'ї, у колі родичів і друзів, то другий - за допомогою пануючої ідеології й державної пропаганди, навчальних і соціальних інститутів.